# Ainārs Ķiksis
Ainārs Ķiksis (né le 10 février 1972 à Valmiera) est un coureur cycliste letton, spécialiste de la piste.

## Biographie
Durant sa carrière, il a remporté de nombreuses épreuves de Coupe du monde sur piste, terminant notamment deuxième de la Coupe du monde de keirin en 2000.
En 1998, il devient vice-champion du monde du keirin, devancé en finale par l'Allemand Jens Fiedler.
Après la fin de sa carrière de cycliste, Ķiksis , lance le projet européen « L'école et le cyclisme » en Lettonie. En 2009 et 2010, il est entraîneur de l'équipe nationale sur piste grecque.
Depuis 2013, il participe aux Championnats du monde UCI dans la catégorie Masters. Il remporte plusieurs titres et bat plusieurs records du monde dans les disciplines de vitesse, vitesse par équipes et 750 mètres contre-la-montre.
En 2020, il devient à 48 ans champion de Lettonie de vitesse et du keirin. L'année suivante, il remporte trois nouveaux titres nationaux.

## Palmarès

### Championnats du monde
- Middlesbrough 1990
  -  Champion du monde de vitesse individuelle juniors
- Bordeaux 1998
  -  Médaillé d'argent du keirin

### Coupe du monde
- 1996
  - 1er du kilomètre à Cottbus
- 1997
  - 1er de la vitesse à Athènes
  - 2e du keirin à Athènes
  - 2e de la vitesse à Quatro Sant'Elana
  - 2e de la vitesse à Adélaïde
- 1999
  - 3e de la vitesse à Fiorenzuola d'Arda
- 2000
  - 1er du keirin à Turin
  - 1er de la vitesse à Turin
  - 3e du keirin à Moscou
  - 3e de la vitesse par équipes à Moscou
  - 3e de la vitesse par équipes à Mexico
- 2001
  - 1er du keirin à Pordenone
  - 3e de la vitesse à Pordenone
- 2002
  - 2e du keirin à Moscou

### Championnats d'Europe
- 1996
  -  Champion d'Europe de l'omnium sprint
- 1997
  -  Médaillé de bronze de l'omnium sprint
- 1998
  -  Médaillé d'argent de l'omnium sprint
- 2001
  -  Médaillé d'argent de l'omnium sprint
- 2002
  -  Champion d'Europe de l'omnium sprint
- 2003
  -  Champion d'Europe de l'omnium sprint

### Championnats de Lettonie
- 2020
  -  Champion de Lettonie du keirin
  -  Champion de Lettonie de vitesse
- 2021
  -  Champion de Lettonie du keirin
  -  Champion de Lettonie de vitesse
  -  Champion de Lettonie du scratch